# Télévision à la carte
Pour les articles homonymes, voir PPV.
Le paiement à la séance ou la télévision à la carte, pay-per-view (PPV en anglais), définit une catégorie de canaux de télévision à péage dans lesquels des films, retransmissions sportives ou émissions sont multidiffusés et accessibles à l'unité ou plus exactement à la séance. 
Ce service est disponible via le satellite ou le câble. Le tarif de chaque programme varie selon la nature du programme commercialisé, l'aspect récent du film ou encore l'exclusivité sportive.
En France, le pay-per-view existe à travers le service Canalplay / À la carte (anciennement Kiosque) du bouquet Canalsat.
Aux États-Unis, l'équipe de basketball NBA des Trail Blazers de Portland fut la première à proposer ses matchs en paiement à la séance. Les sports dont les ressources dépendent le plus du PPV aux États-Unis sont la boxe anglaise (dont les plus grands combats peuvent dépasser le million d'achats), les arts martiaux mixtes (l'UFC propose une quinzaine de PPV par an qui ont totalisé en 2011 entre 200 000 et 800 000 achats chacun) et le catch (la WWE propose douze PPV par an qui ont totalisé au cours de la seule année 2011 entre 100 000 et 300 000 achats chacun et jusqu'à 1 million pour WrestleMania XXVII).